# Prince Louis FC
Prince Louis FC is een Burundese voetbalclub uit de hoofdstad Bujumbura. Ze spelen in de Premier League, de hoogste voetbaldivisie van Burundi.

## Palmares
- Premier League

Winnaar (3) : 1980,1981,2001
- Beker van Burundi

Winnaar (1) : 1992

### CAFcompetities
- CAF Champions League : 1 deelname

2002 : Voorrondes
- CAF Confederation Cup : 1 deelname

2007 : Voorrondes
- CAF Beker der Bekerwinnaars : 1 deelname

1993 : 2de ronde

## Bekende (ex-)spelers
- Mohamed Tchité